# Nationaal Polytechnisch Instituut
Het Nationaal Polytechnisch Instituut (Spaans: Instituto Politécnico Nacional, IPN) is een universiteit in Mexico-Stad. Met meer dan 180.000 studenten (2018) is het een van de grootste universiteiten van het land.
De universiteit werd in 1936 door president Lázaro Cárdenas gesticht. Zoals de naam doet vermoeden voeren technische studies aan de IPN de boventoon. De tv-zenders XEIPN-TV en Once TV worden door het IPN beheerd.